# Чёрный Ручей (Брянская область)
Чёрный Ручей — деревня в Гордеевском районе Брянской области, в составе Творишинского сельского поселения. Расположена в 9 км к востоку от Гордеевки. Население — 274 человека (2010).
Имеется отделение связи, сельская библиотека.

## История
Упоминается с XIX века; с 1861 по 1929 год входила в Гордеевскую волость Суражского (с 1921 — Клинцовского) уезда; позднее в Гордеевском районе, а при его временном расформировании (1963—1985) — в Клинцовском районе.
С 1919 до 1930-х гг. — центр Черноручейского сельсовета, затем до 2005 в Казаричском сельсовете (с 1980-х гг. — его центр).

## Население
214 человека (на 1 июня 2022 года).